# Philip Bailey
Philip James Bailey (Denver, Colorado, 8 de maio de 1951) é um cantor estadunidense de R&B, soul, gospel e funk. É também um dos vocalistas da banda Earth, Wind & Fire.

## Carreira
Antes de se tornar membro do EWF em 1971, Philip já havia cantado com pequenas bandas de Denver e também em igrejas da região.
Conhecido por sua incrível voz aguda que fez coro em inúmeras músicas com Maurice White. Suas vozes harmônicas são históricas e marcaram os anos 1970. Conhecido por músicas como Devotion, Fantasy, Reasons e Head to the Sky. Philip teve sua grande influência de artistas do jazz como John Coltrane e Max Roach. Mas desenvolveu também um gosto para o som de Motown, especialmente a música de Stevie Wonder. Foi influenciado também extremamente por cantoras como Dionne Warwick.
Bailey é atualmente o líder do EWF, junto com Verdine White no baixo, o vocalista e percussionista Ralph Johnson e o vocalista e percussionista B. David Whitworth, além de fazer trabalhos solo. Phil Bailey já fez um dueto com Phil Collins na música "Easy Lover".
Philip é casado com a também cantora Krystal Bailey.

## Discografia da carreira solo
- 1983 - Continuation, Columbia Records
- 1985 - Chinese Wall, Columbia Records
- 1985 - The Wonders of His Love, Word Records
- 1986 - Triumph, Word Records
- 1986 - Inside Out, Columbia Records
- 1989 - Family Affair, Word Records
- 1994 - Philip Bailey, Zoo
- 1999 - Dreams, Heads Up
- 2002 - Life and Love, Import
- 2002 - Soul on Jazz, Heads Up
- 2019 - Love Will Find a Way, Verve